# Kachchhapaghata
Els Kachchhapaghates (Kacchapaghāta) van ser una dinastia índia que va governar entre segles x i xii. El seu territori va incloure parts del nord-oest de l'Índia Central (present Madhya Pradesh).
La paraula sànscrita kachchhapa-ghata (कच्छपघात) literalment significa "mata tortugues". El Kachchhapaghates eren al principi vassalls dels Pratiharas i els Chandeles. Després de la mort del rei Chandela Vidyadhara, el regne Chandela es va veure debilitat per repetides invasions musulmanes (Yamini). Aprofitant aquesta situació, els Kachchhapaghates van trencar la seva fidelitat als Chandeles. Van esdevenir poderosos cap al final del segle X.
La dinastia va patronitzar el xaivisme i el vaixnavisme, però era tolerant cap al budisme i el jainisme. Diversos temples van ser construïts durant el seu regnat a Kadwaha.

Temples cconstruïts pels reis Kachchhapaghates
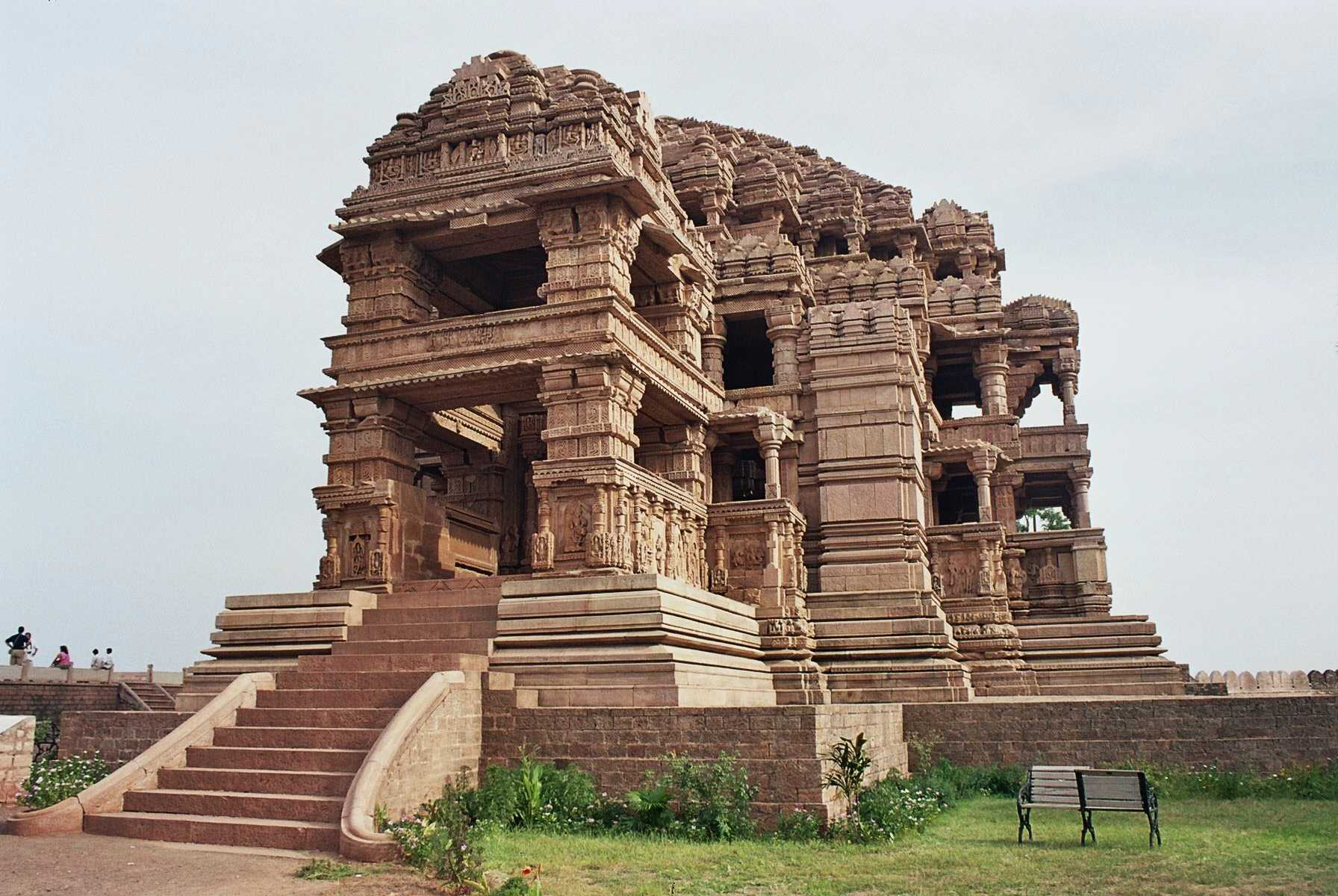
Temple Sas-Bahu, Gwalior
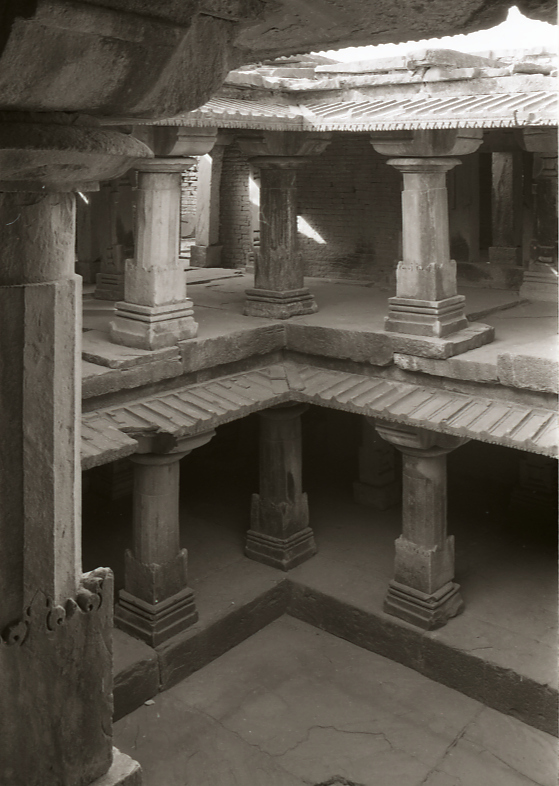
Matha (Monestir), Kadwaha
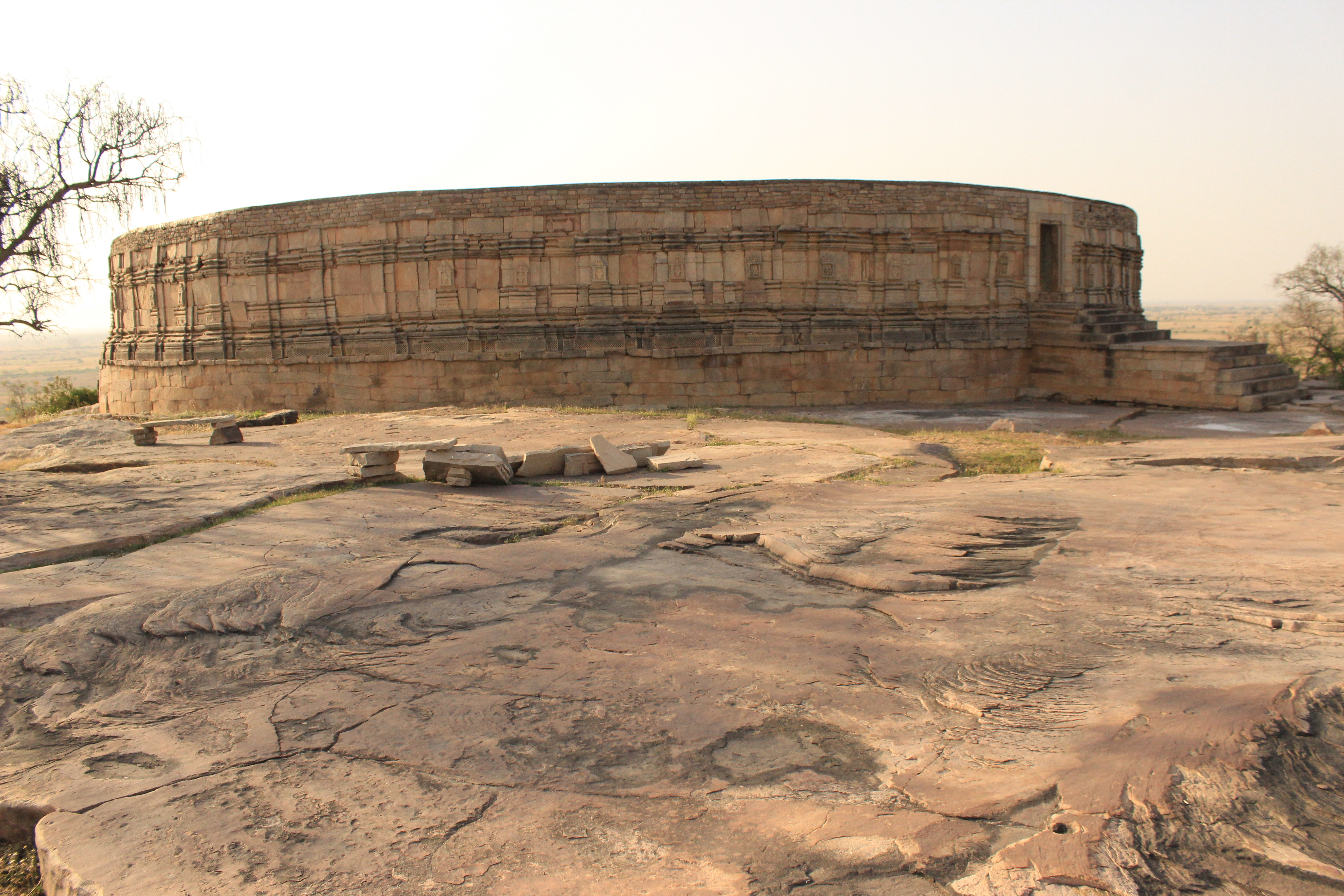
Temple Chausath Yogini, Morena
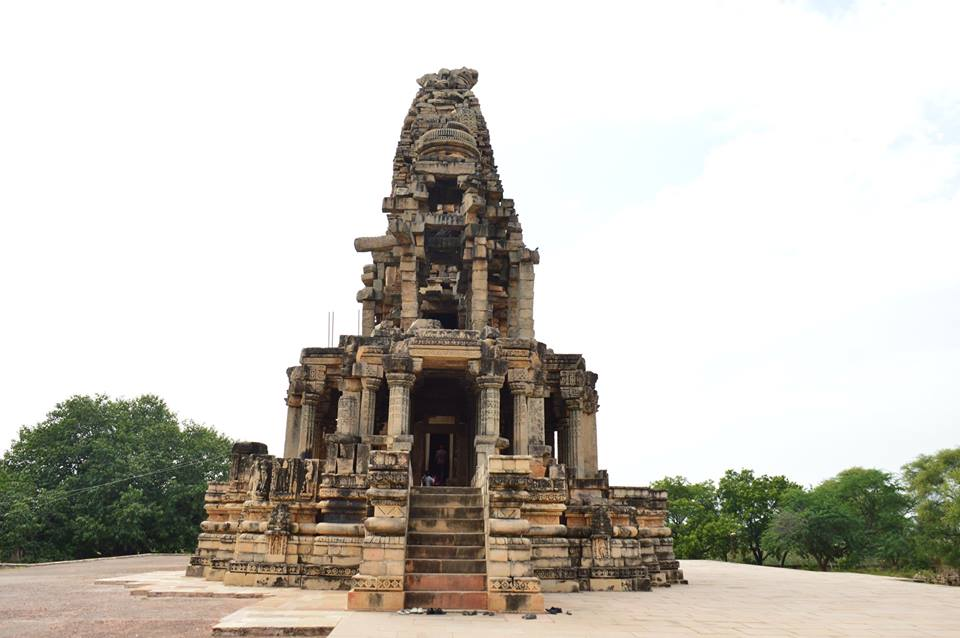
Kakanmath, Sihoniya

La dinastia es va dividir en tres branques que van governar a Gwalior (Gopādrigiri), Dubkunda (Chaṇdobha), i Narwar (Nalapur). Els Kachchhapaghates de Gwalior són notables pel seu art i arquitectura. Vajradāmana, descrit com el tilaka de la dinastia a les inscripcions de Gwalior datades el 1093-94 i 1104, fou probablement el primer governant poderós de la dinastia. Va servir com a feudatari dels reis Chandeles Dhanga i Vidyadhara. El governant Kachchhapaghata Mahipala va encarregar el temple de Sas-Bahu a Gwalior. Els rècords de dues donacions fetes a Gwalior datats del 1093 i 1104, han estat trobats. Diverses monedes de plata i d'or que va encunyar, també han estat descobertes.Altres temples construïts per la branca de Gwalior inclouen els localitzats a:
- Surawaya
- Mahua
- Terahi (Terambhi) al districte de Shivpuri
- Sihoniya (Simhapāniyā)
- Padhaoli
- Mitaoli al districte de Morena
- Kherata al districte de Bhind

Virasimha (també Virasimharama o Virasimhadeva), un Kachchhapaghata governant a Nalapura, va fer una donació que consta en lamina de coure datada el 1120-21. Aquest rècord el descriu utilitzant el títol Maharajadhiraja. També s'han trobat monedes d'or d'aquest governant.
Una teoria connecta a la dinasta kachwaha d'Amber amb els Kachchhapaghates de Gwalior, tot i que les inscripcions Kachwaha reclamen un origen diferent.

## Governants
La següent és una llista dels governants Kachchhapaghata coneguts amb estimació dels seus regnats:
Branca de Simhapaniya (Sihoniya) i Gopadri (Gwalior)

- Lakshmana (950–975)
- Vajradaman (975–1000)
- Mangalaraja (1000–1015)
- Kirtiraja (1015–1035)
- Muladeva (1035–1055)
- Devapala (1055–1085)
- Padmapala (1085–1090)
- Mahipala (1090–1105)
- Ratnapala (1105–1130)
- Ajayapala (1192–1194)
- Sulakshanapala (1196)

Branca de Dubkund (Dobha)

- Yuvaraja (vers 1000)
- Arjuna (vers 1015–1035)
- Abhimanyu (1035–1045)
- Vijayapala (1045–1070)
- Vikramasimha (1070–1100)

Branca de Nalapura (Narwar) 

- Gaganasimha (vers 1075–1090)
- Sharadasimha (1090–1105)
- Virasimha (1105–1125)
- Tejaskarana